# Journaliste de presse écrite
Le journaliste de presse écrite a en commun avec tous ses confrères de devoir recueillir des informations sur un événement de l'actualité ou sur un sujet particulier (en consultant les dépêches des agences de presse, en interrogeant des spécialistes ou des témoins, et en s'appuyant sur différentes sources), et à écrire des articles ou à publier des reportages dans un journal ou un magazine.
Sa spécificité est de rendre compte, de rapporter, d'enquêter, de faire un portrait pour un support papier. Dès lors, le style d'écriture, la capacité à trouver les mots justes, à rendre simple et attractif, à surmonter une certaine réticence à la lecture, sont des atouts majeurs. Par ses ressorts propres, l'écriture journalistique est particulièrement adaptée à ce qu'il est convenu d'appeler certains "genres" journalistiques. Elle vaut singulièrement dans l'enquête qui est un genre qui doit se confronter à des difficultés d'explication. En cette circonstance, l'écrit est plus à l'aise.
La concurrence des médias de l'audiovisuel, depuis plusieurs décennies, est rude pour les journalistes de presse écrite face à la force de l'image dans d'autres genres comme le reportage. Un match de football sera toujours mieux suivi à la télévision que dans le reportage écrit qu'un journal peut publier.
La presse écrite désigne, d'une manière générale, l'ensemble des moyens de diffusion de l’information écrite, ce qui englobe notamment les journaux quotidiens, les publications périodiques et les organismes professionnels liés à la diffusion de l'information. La formule sous-entend le plus souvent un support papier. Au demeurant, on doit admettre qu'internet offre des textes journalistiques spécifiques. Au début du troisième millénaire, il reste à démontrer qu'une authentique presse écrite sur support d'écran puisse trouver un lectorat fidèle et durable et, partant, son équilibre financier. Il ne suffit pas que des caractères d'imprimerie apparaissent sur un écran pour que l'on puisse parler de support écrit. Il faut encore une réelle périodicité dans les remises à jour, l'art d'avoir créé un rendez-vous, de vrais talents d'écriture.